# Eubolbitus sicardi
Eubolbitus sicardi är en skalbaggsart som beskrevs av Edmund Reitter 1896. Eubolbitus sicardi ingår i släktet Eubolbitus och familjen Bolboceratidae. Inga underarter finns listade i Catalogue of Life.